# Matičin iseljenički kalendar
Matičin iseljenički kalendar (još i Iseljenički kalendar) bio je godišnjak Matice iseljenika Hrvatske koji je izlazio od 1955. do 1991. u Zagrebu. Nastavljen je kao Hrvatski iseljenički zbornik. Obrađivao je teme vezane uz hrvatsko iseljeništvo.

## Urednici (nepotpun potpis)
- Šime Balen (1955. - 1959.)[2]
- Ivo Smoljan (1981. - 1990.)[3]